# Hússzínű porcoscsészegomba
A hússzínű porcoscsészegomba vagy lila kocsonyagomba (Ascocoryne sarcoides) a Helotiaceae családba tartozó, világszerte elterjedt, korhadó fákon termő, nem ehető gombafaj.

## Megjelenése
A bíbor porcoscsészegomba termőteste kezdetben apró gömb alakú, vagy az aljzaton ül vagy nagyon rövid tönkkel rendelkezik. Fejlődése során közepén bemélyed, majd szabálytalan párna formát vesz fel; tömegesen agyvelőszerű, kocsonyás állagú telepeket alkot. Az egyes termőtestek mérete 0,5-1,5 cm, míg a telepek 5-20 cm-esek is lehetnek. Színe a rózsaszínes-lilás különböző árnyalatai lehetnek.
Húsa puha, zselészerű. Színe a termőtesttel megegyezik. Szaga és íze nem jellegzetes. 
Spórapora fehér. Spórája orsó alakú, felszíne sima, mérete 10-19 × 3-5 µm.

### Hasonló fajok
A szintén nem ehető bíbor porcoscsészegombával lehet összetéveszteni, amelynek termőtestjei hajlamosabbak csésze formájúak maradni és kevésbé olvadnak össze agyvelőszerű tömeggé, de biztosan csak mikroszkóp alatt lehet elkülöníteni a két fajt.

## Elterjedése és termőhelye
Világszerte elterjedt kozmopolita faj. Magyarországon viszonylag gyakori.
Lombos fák erősen korhadóban levő törzsén, ágain található meg. Kisebb csoportokban vagy ritkábban egyesével nő. Nyár végétől tél elejéig terem. 

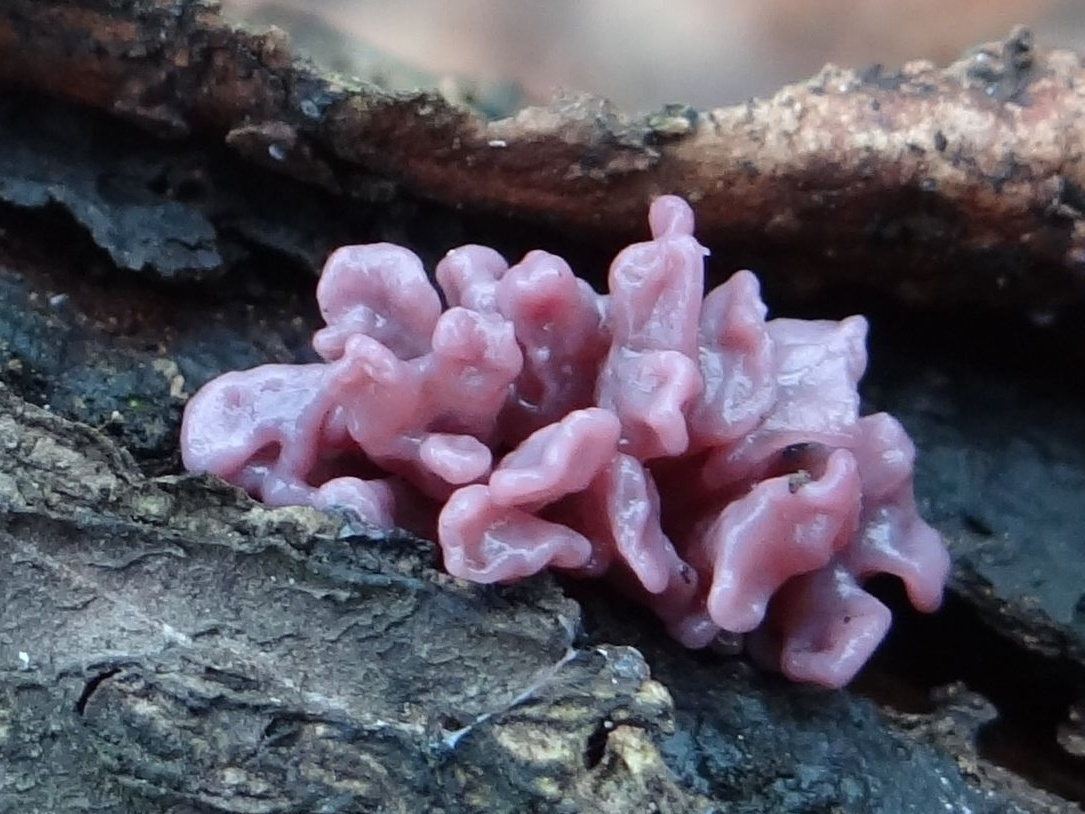
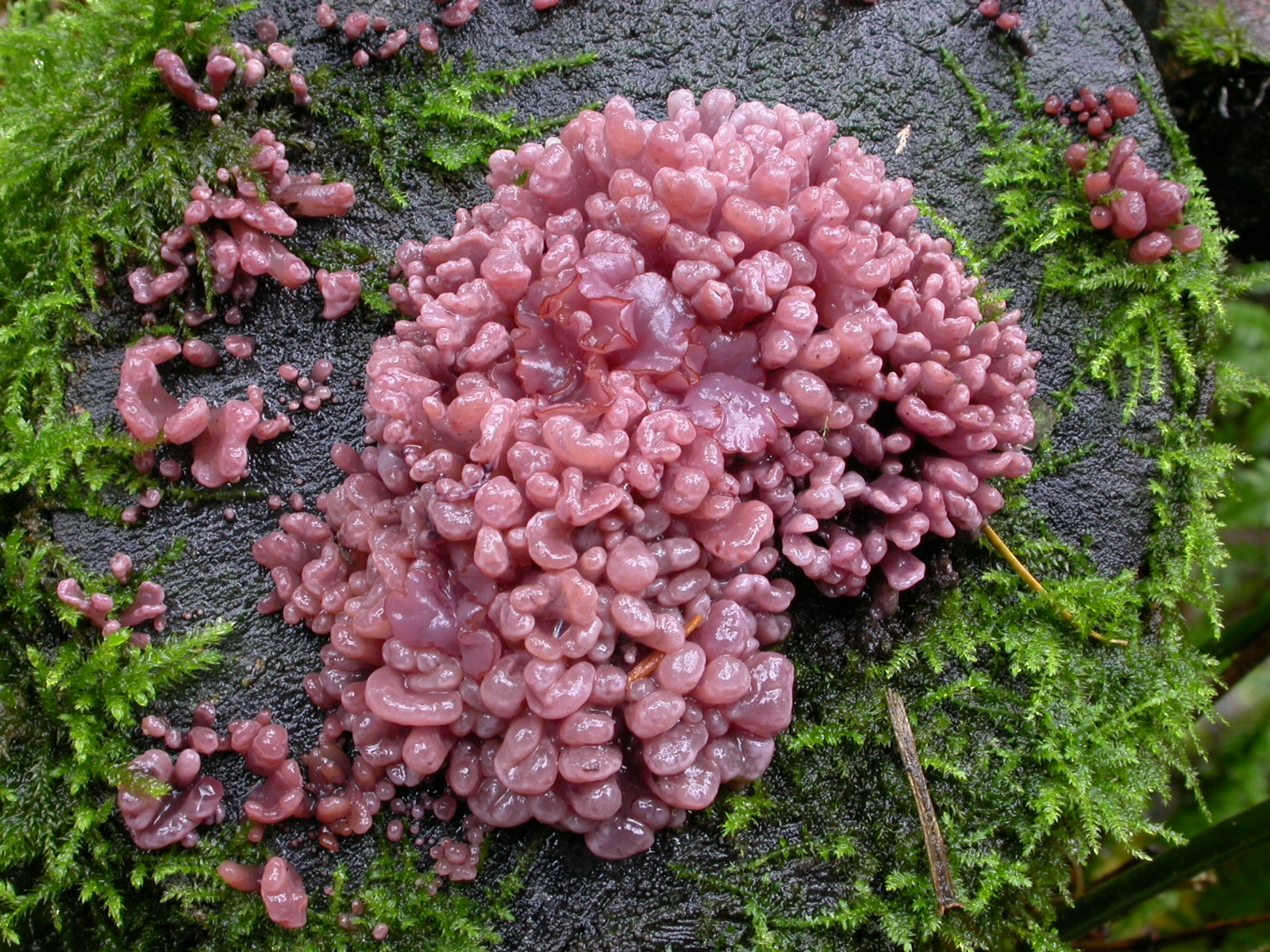
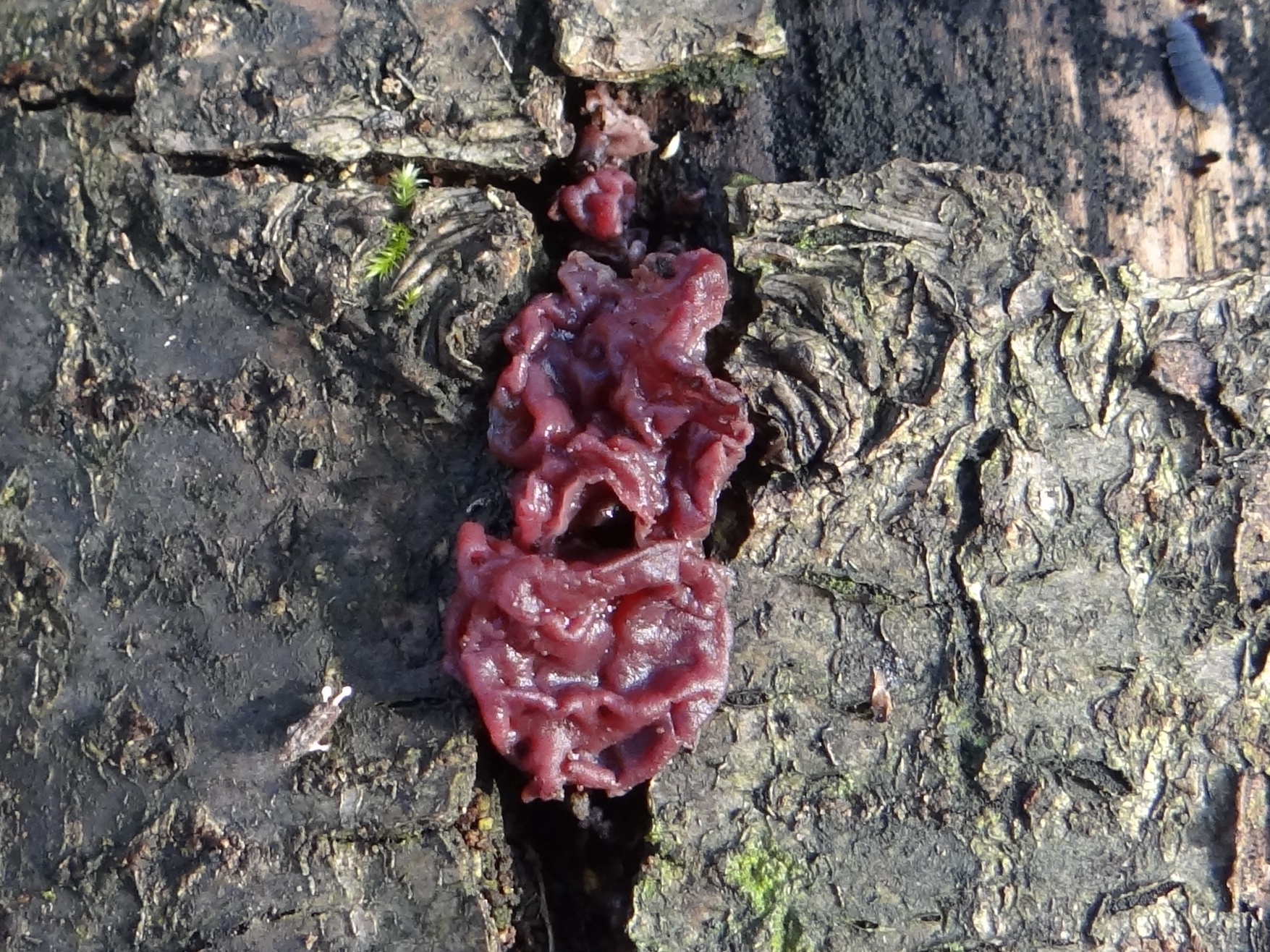
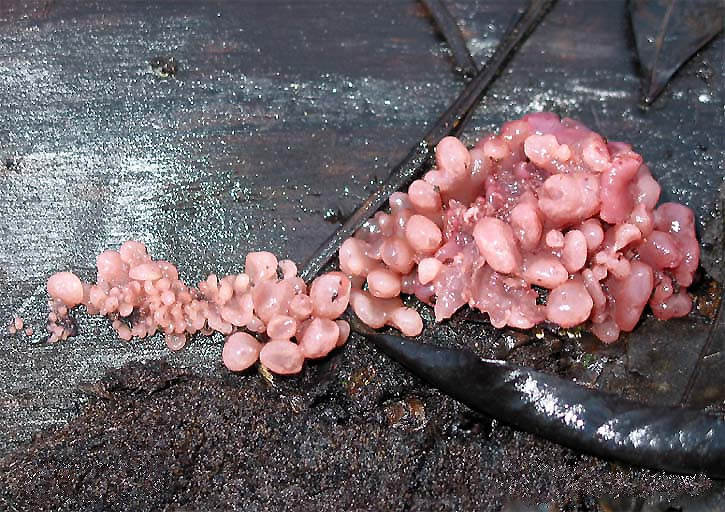
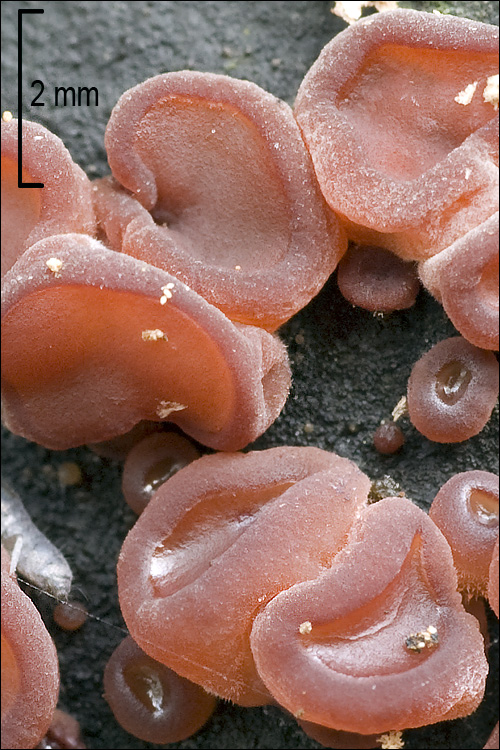

Nem ehető.